# Enantia
Enantia (лат.) — род чешуекрылых из семейства белянок и подсемейства Dismorphiinae. Встречаются в Центральной и Южной Америке. 

## Описание
Передние крылья меньше, чем задние. Окраской крыльев и поведением они напоминают ядовитых бабочек геликонид. Виды рода Enantia трудно отличимы друг от друга.

## Классификация
В состав рода входят девять видов:
- Enantia albania (Bates, 1864)— Мексика, Гватемала, Панама, Никарагуа, Эквадор
- Enantia aloikea Brévignon, 1993— Французская Гвиана
- Enantia citrinella (C. & R. Felder, 1861)— Эквадор, Венесуэла, Колумбия, Перу
- Enantia clarissa (Weymer, 1895)— Бразилия — штаты Риу-Гранди-ду-Сул, Минас-Жерайс, Рио-де-Жанейро и Санта-Катарина
- Enantia limnorina (C. & R. Felder, 1865)— Бразилия — штаты , Риу-Гранди-ду-Сул, Рио-де-Жанейро и Санта-Катарина
- Enantia jethys (Boisduval, 1836)— Мексика, Гватемала
- Enantia lina (Herbst, 1972)— Мексика, Бразилия — штаты Рио-де-Жанейро, Амазонас, Эспириту-Санту, Риу-Гранди-ду-Сул, Минас-Жерайс и Мату-Гросу-ду-Сул, Уругвай, Панама, Венесуэла, Колумбия, Перу, Боливия, Эквадор, Тринидад, Никарагуа
- Enantia mazai Llorente, 1984— Мексика
- Enantia melite (Linnaeus, 1763)— Мексика, Бразилия, Суринам, Боливия, Перу